# Иосиф (Бобрикович)
Епископ Иосиф (Бобрикович-Копет-Анехожский; ум. 9 апреля 1635) — иерарх Киевской православной митрополии, епископ Могилевский и Мстиславский.

## Биография
Родом из Вильны. После воспитания в родительском доме поступил в Виленский монастырь. В стенах обители получил образование под руководством архимандрита Иосифа Карповича.
Слушал лекции в польских и западно-европейских коллегиях.
По окончании своего образования был игуменом Киевского Межигорского монастыря.
Был ректором Братской школы и проповедником в Виленском Свято-Духовом монастыре.
В начале 1633 г. он был избран на Могилёвскую кафедру, а в конце года хиротонисан во епископа митр. Петром Могилой.
В этом же году 14 марта король Владислав пожаловал ему грамоту, которой Иосифу подчинялись православные, жившие в пределах обширной Полоцкой епархии, ему разрешалось свободно посещать в ней все города и местечки для обозрения православных церквей и монастырей, а всем желающим разрешалось свободно переходить из православия в унию и из унии в православие. Эта грамота быстро дала положительные результаты. Многие из перешедших в унию возвратились в православие. Эта цель и преследовалась при назначении на кафедру еп. Иосифа.
Это был человек умный, образованный, ревностный. Он много потрудился для православия. Но жизнь его была слишком кратковременна.
9 апреля 1635 года он скончался в Вильне. При известии о кончине преосвящ. Иосифа митрополит Петр (Могила) воскликнул: «ах, правая рука у меня отсечена», и сам приехал для его погребения.
Погребён преосвящ. Иосиф в Свято-Духовом монастыре.